# Всё о моей матери
«Всё о моей матери» (исп. Todo sobre mi madre) — мелодрама испанского кинорежиссёра Педро Альмодовара 1999 года. Почти все основные персонажи фильма — женщины: будь то мать или дочь, медсестра или актриса, сестра милосердия. Премии «Оскар», «Золотой глобус», «Сезар» и BAFTA за лучший фильм на иностранном языке. Приз за лучшую режиссуру Каннского кинофестиваля.

## Сюжет
17-летний Эстебан, мечтающий стать писателем, погибает в аварии на глазах у своей матери Мануэлы, пытаясь догнать автомобиль с Дымкой — исполнительницей роли Бланш в мадридской постановке пьесы «Трамвай „Желание“». Вне себя от горя, Мануэла листает его дневник, озаглавленный «Всё о моей матери» (отсылка к любимому фильму Эстебана, «Всё о Еве»). Из него следует, что больше всего на свете подросток хотел узнать, кто его отец.
Мануэла отправляется в Барселону, чтобы разыскать «блудного» отца по имени Лола (она не видела его почти 18 лет) и поведать ему о том, что у него был ребёнок. Там её пути пересекаются с сестрой Розой, молодой монахиней, которая недавно общалась с Лолой. Сняв квартиру и поселив в одной из комнат Розу, Мануэла поступает на работу к Дымке, когда та возвращается в Барселону, и даже с успехом выходит на сцену в роли Стеллы, подменяя основную актрису.
Очередной сюжетный вираж даёт понять, что Лола — трансгендерная женщина, которая зарабатывает на жизнь проституцией, и что сестра Роза ждёт от нее ребёнка. Во время родов она умирает, Лола также неизлечимо больна СПИДом, инфекция передаётся и младенцу. После смерти родителей неунывающая Мануэла берётся воспитывать их ребёнка, названного Эстебаном в честь её покойного сына. Вместе с ним она возвращается в Мадрид. И происходит чудо — болезнь отступает.

## Сценарий
Идея фильма выросла из сцены более ранней ленты «Цветок моей тайны» (1995), где молодой доктор раздумывает, как ему уговорить скорбящую мать отдать органы своего сына для трансплантации. По словам Альмодовара, самые экстравагантные вещи для сюжета он нашёл в реальности, изучая жизнь современной Барселоны.
В Мануэле режиссёр хотел показать женщину, которая «полностью уничтожена, она сгорела, как будто поражённая молнией», но после постигшей её трагедии находит в себе силы жить для других и начать всё с чистого листа. «С точки зрения драматической подобное состояние духа прекрасно подходит для повествования, ибо может случиться всё», — говорит Альмодовар.
Многие сюжетные ходы построены на совпадениях. Чтобы не впасть в ходульность[что?], режиссёр требовал от актрис игры как можно более реалистичной и «трезвой».

## В ролях

Мануэла и Эстебан

- Сесилия Рот — Мануэла Колеман Эчеваррия, мать-одиночка
- Мариса Паредес — Ума Рохо («Дымка»)
- Кандела Пенья — Нина Крус
- Антония Сан Хуан — Аградо («Радость»)
- Пенелопа Крус — Сестра Мария Роза
- Роса Мария Сарда — мать Розы
- Фернандо Фернан Гомес — отец Розы
- Тони Канто — Лола
- Элой Асорин — Эстебан
- Фернандо Гильен
- Малена Гутьеррес
- Мануэль Морон
- Хосе Луис Торрихо
- Хуан Хосе Отеги
- Кармен Балаге
- Карлос Гарсия Гарсия
- Агустин Альмодовар
- Эстер Гарсия
- Хуан Маркес

## Темы
Педро Альмодовар посвятил свой фильм «…всем актрисам, которые играют; всем женщинам, которые играют; всем мужчинам, которые играют и превращаются в женщин; всем тем, кто хочет стать матерью и своей матери».
Сюжет изобилует отсылками к лентам «Всё о Еве» с Бетт Дейвис, «„Трамвай Желание“» с Вивьен Ли и «Премьера» с Джиной Роулендс. Фабулы старых фильмов переплетаются с тем, что происходит в жизни героинь Альмодовара. По мнению Дж. Хобермана, основная тема картины — имитация жизнью искусства, имитирующего жизнь.
Почти все фильмы Альмодовара выявляют игровую природу гендера: половые роли в обществе уподобляются актёрской игре. Комментируя однополую семью Лолы и Мануэлы, режиссёр заметил, что в конце XX века стало возможным создание самых разнообразных семейных конфигураций, «а семью нужно уважать, какой бы она ни была, ведь главное, чтобы члены семьи любили друг друга». Известно другое высказывание Альмодовара о содержании кинокартины: «Фильм прежде всего говорит о появлении на свет нового существа, о материнстве, которое становится отцовством, и наоборот».

## Признание
«Всё о моей матери» — первый фильм Альмодовара, который был отобран в конкурс фестиваля в Каннах. Картина была восторженно принята фестивальной публикой и считалась главным претендентом на «Золотую пальмовую ветвь». По оценке А. Плахова, фильм единодушно был признан лучшим из всего, снятого Альмодоваром до этого времени. «Перед нами более добрый, более мягкий, более человечный Альмодовар», — писал, в частности, Дж. Розенбаум. Однако жюри во главе с Д. Кроненбергом ограничилось присуждением фильму приза за режиссуру. Альмодовару показалось, что Кроненберг «определял лауреатов, руководствуясь завистью и злобой».
В общей сложности картина «Всё о моей матери» завоевала 40 различных призов, в том числе премии «Оскар», «Золотой глобус», «Сезар» и BAFTA как лучший иностранный фильм, две награды Каннского кинофестиваля, семь национальных испанских премий «Гойя», приз ФИПРЕССИ кинофестиваля в Сан-Себастьяне.

## Премии и номинации
- 1999 — Премии Гойя
  - лауреат премии «за лучший фильм»
  - лауреат премии «за лучшую режиссуру» (Педро Альмодовар)
  - лауреат премии «за лучшую женскую роль» (Сесилия Рот)
  - лауреат премии «за лучшую продюсерскую работу»
  - лауреат премии «за лучший монтаж»
  - лауреат премии «за лучшую музыку»
  - лауреат премии «за лучший звук»
  - номинация «за лучший оригинальный сценарий» (Педро Альмодовар)
  - номинация «за лучшую женскую роль второго плана» (Кандела Пенья)
  - номинация «за лучший женский актёрский дебют» (Антония Сан Хуан)
  - номинация «за лучшую операторскую работу» (Аффонсу Беату)
  - номинация «за лучшую работу художника»
  - номинация «за лучшие костюмы»
  - номинация «за лучший грим»
- 1999 — Каннский кинофестиваль
  - лауреат «за лучшую режиссуру» (Педро Альмодовар)
  - лауреат «приза экуменического жюри»
  - номинация Золотая пальмовая ветвь
- 1999 — Премия Европейской киноакадемии
  - лауреат «за лучший фильм»
  - лауреат «за лучшую женскую роль» (Сесилия Рот)
- 1999 — Кинофестиваль в Сан-Себастьяне
  - Приз ФИПРЕССИ за лучший фильм года
- 2000 — «Оскар»
  - лауреат «за лучший фильм на иностранном языке»
- 2000 — «Золотой глобус»
  - лауреат «за лучший фильм на иностранном языке»
- 2000 — «Британская академия»
  - лауреат «за лучший не англоязычный фильм»
  - лауреат «за лучшую режиссуру» (Педро Альмодовар)
  - номинация «за лучший оригинальный сценарий» (Педро Альмодовар)
- 2000 — «Сезар»
  - лауреат «за лучший фильм на иностранном языке»